# Halolaguna sublaxata
Halolaguna sublaxata är en fjärilsart som beskrevs av Lancelot A. Gozmany 1978. Halolaguna sublaxata ingår i släktet Halolaguna och familjen Lecithoceridae. Inga underarter finns listade i Catalogue of Life.